# Айенга, Кристиан
Кристиан Айенга (фр. Christian Eyenga; родился 22 июня 1989 года в Киншасе) — конголезский профессиональный баскетболист, выступающий за команду «Лилль Метрополь». Был выбран под 30-м номером на драфте НБА 2009 года командой «Кливленд Кавальерс».

## Профессиональная карьера

### Карьера в НБА
Айенга играл в Летней лиге 2010 года за команду «Кливленд Кавальерс», которая выбрала его на драфте в том же году под общим 30-м номером. После этого, 23 июня 2010 года, он подписал двухгодичный контракт с «Кавальерс», по контракту он получал в обшей сложности 2 млн. $. 18 ноября Айенга был отправлен в Д-Лигу, в клуб «Эри Бэйхокс». 2 января он был отозван обратно и дебютировал в НБА в тот же день против команды «Даллас Маверикс». В той игре он набрал 4 очка и совершил 3 подбора.
15 марта 2012 года Айенга вместе с Рамоном Сешнсом были проданы в «Лос-Анджелес Лейкерс» за защищённый выбор в 1-м раунде драфта 2012 года, Джейсона Капоно и Люка Уолтона.
10 августа 2012 года Айенга в результате крупного четырёхстороннего обмена между «Лос-Анджелес Лейкерс», «Орландо Мэджик», «Филадельфией Севенти Сиксерс» и «Денвер Наггетс», главной целью которого являлся переход Дуайта Ховарда в «Лейкерс», оказался в «Орландо Мэджик».
23 октября 2012 года Айенга был отчислен из стана «Мэджик». После этого он был выбран под 8-м номером на драфте Д-Лиги командой «Техас Лэджендс». 4 января 2013 года Кристиан Айенга отправился в Китай играть за «Шаньси Чжунъюй». В Китае он отыграл месяц, после чего вернулся в «Лэджендс».

### Карьера в Европе
В октябре 2011 года, во время локаута в НБА, Айенга подписал контракт с испанским клубом «Ховентут», за который играл до отъезда в Америку.
25 июля 2013 года Кристиан Айенга отправился играть в Польшу за клуб «Зелёна-Гура». 4 августа 2014 года он подписал однолетний контракт с другим польским клубом «Турув», однако уже в сентябре 2014 года его отчислили из клуба. 12 ноября 2014 года он подписал контракт на один сезон с итальянским клубом, выступающим в Серии А — «Варезе».
10 июля 2015 года он подписал контракт на сезон 2015—2016 с прошлогодним чемпионом Италии, клубом «Динамо Сассари».

## Статистика

### Статистика в НБА
| Сезон                                                                                    | Команда  | Регулярный сезон | Регулярный сезон | Регулярный сезон | Регулярный сезон | Регулярный сезон | Регулярный сезон | Регулярный сезон | Регулярный сезон | Регулярный сезон | Регулярный сезон | Регулярный сезон | Серия плей-офф | Серия плей-офф | Серия плей-офф | Серия плей-офф | Серия плей-офф | Серия плей-офф | Серия плей-офф | Серия плей-офф | Серия плей-офф | Серия плей-офф | Серия плей-офф |
| Сезон                                                                                    | Команда  | GP               | GS               | MPG              | FG%              | 3P%              | FT%              | RPG              | APG              | SPG              | BPG              | PPG              | GP             | GS             | MPG            | FG%            | 3P%            | FT%            | RPG            | APG            | SPG            | BPG            | PPG            |
| ---------------------------------------------------------------------------------------- | -------- | ---------------- | ---------------- | ---------------- | ---------------- | ---------------- | ---------------- | ---------------- | ---------------- | ---------------- | ---------------- | ---------------- | -------------- | -------------- | -------------- | -------------- | -------------- | -------------- | -------------- | -------------- | -------------- | -------------- | -------------- |
| 2010/11                                                                                  | Кливленд | 44               | 18               | 21,5             | 42,5             | 27,5             | 64,3             | 2,8              | 0,8              | 0,8              | 0,6              | 6,9              | Не участвовал  | Не участвовал  | Не участвовал  | Не участвовал  | Не участвовал  | Не участвовал  | Не участвовал  | Не участвовал  | Не участвовал  | Не участвовал  | Не участвовал  |
| 2011/12                                                                                  | Кливленд | 6                | 0                | 13,9             | 15,8             | 50,0             | 33,3             | 2,0              | 0,7              | 0,5              | 0,7              | 1,5              | Не участвовал  | Не участвовал  | Не участвовал  | Не участвовал  | Не участвовал  | Не участвовал  | Не участвовал  | Не участвовал  | Не участвовал  | Не участвовал  | Не участвовал  |
| 2011/12                                                                                  | Лейкерс  | 1                | 0                | 19,2             | 50,0             | 0,0              | 100,0            | 2,0              | 1,0              | 0,0              | 1,0              | 8,0              | 3              | 0              | 3,1            | 66,7           | -              | 0,0            | 0,7            | 0,3            | 0,3            | 0,3            | 1,3            |
|                                                                                          | Всего    | 51               | 18               | 20,6             | 41,1             | 27,7             | 61,1             | 2,7              | 0,8              | 0,7              | 0,6              | 6,3              | 3              | 0              | 3,1            | 66,7           | -              | 0,0            | 0,7            | 0,3            | 0,3            | 0,3            | 1,3            |
| Наведите курсор мыши на аббревиатуры в заголовке таблицы, чтобы прочесть их расшифровку. |          |                  |                  |                  |                  |                  |                  |                  |                  |                  |                  |                  |                |                |                |                |                |                |                |                |                |                |                |

### Статистика в Д-Лиге
| Сезон                                                                                    | Команда                 | Регулярный сезон | Регулярный сезон | Регулярный сезон | Регулярный сезон | Регулярный сезон | Регулярный сезон | Регулярный сезон | Регулярный сезон | Регулярный сезон | Регулярный сезон | Регулярный сезон | Серия плей-офф | Серия плей-офф | Серия плей-офф | Серия плей-офф | Серия плей-офф | Серия плей-офф | Серия плей-офф | Серия плей-офф | Серия плей-офф | Серия плей-офф | Серия плей-офф |
| Сезон                                                                                    | Команда                 | GP               | GS               | MPG              | FG%              | 3P%              | FT%              | RPG              | APG              | SPG              | BPG              | PPG              | GP             | GS             | MPG            | FG%            | 3P%            | FT%            | RPG            | APG            | SPG            | BPG            | PPG            |
| ---------------------------------------------------------------------------------------- | ----------------------- | ---------------- | ---------------- | ---------------- | ---------------- | ---------------- | ---------------- | ---------------- | ---------------- | ---------------- | ---------------- | ---------------- | -------------- | -------------- | -------------- | -------------- | -------------- | -------------- | -------------- | -------------- | -------------- | -------------- | -------------- |
| 2010/11                                                                                  | Эри Бэйхокс             | 16               | 13               | 24,4             | 53,1             | 28,2             | 66,7             | 4,4              | 0,9              | 0,8              | 0,9              | 11,6             | Не участвовал  | Не участвовал  | Не участвовал  | Не участвовал  | Не участвовал  | Не участвовал  | Не участвовал  | Не участвовал  | Не участвовал  | Не участвовал  | Не участвовал  |
| 2011/12                                                                                  | Кантон Чардж            | 12               | 11               | 26,2             | 44,2             | 14,3             | 56,3             | 4,3              | 1,2              | 1,0              | 0,9              | 10,0             | Не участвовал  | Не участвовал  | Не участвовал  | Не участвовал  | Не участвовал  | Не участвовал  | Не участвовал  | Не участвовал  | Не участвовал  | Не участвовал  | Не участвовал  |
| 2011/12                                                                                  | Лос-Анджелес Ди-Фендерс | 6                | 4                | 33,0             | 53,4             | 38,5             | 50,0             | 5,0              | 2,0              | 0,0              | 1,3              | 12,2             | 5              | 2              | 10,4           | 41,7           | 100,0          | 50,0           | 1,2            | 0,4            | 0,0            | 0,6            | 2,8            |
| 2012/13                                                                                  | Техас Лэджендс          | 30               | 8                | 30,3             | 44,1             | 26,3             | 59,1             | 5,6              | 1,1              | 0,8              | 1,9              | 14,6             | Не участвовал  | Не участвовал  | Не участвовал  | Не участвовал  | Не участвовал  | Не участвовал  | Не участвовал  | Не участвовал  | Не участвовал  | Не участвовал  | Не участвовал  |
|                                                                                          | Всего                   | 64               | 36               | 28,3             | 46,7             | 26,8             | 59,3             | 5,0              | 1,2              | 0,8              | 1,4              | 12,8             | 10             | 4              |                | 41,7           | 100,0          | 50,0           | 1,2            | 0,4            | 0,0            | 0,6            | 2,8            |
| Наведите курсор мыши на аббревиатуры в заголовке таблицы, чтобы прочесть их расшифровку. |                         |                  |                  |                  |                  |                  |                  |                  |                  |                  |                  |                  |                |                |                |                |                |                |                |                |                |                |                |